# Siabuwa
Koordinaten: 17° 28′ S, 28° 3′ O
Siabuwa ist ein 660 m hoch gelegenes, traditionelles Dorf mit etwa 1000 Einwohnern (2006) im Binga Distrikt in der Provinz Matabeleland North in Simbabwe 40 km östlich von Kariba-Stausee.
Siabuwa gehört wie das 100 km entfernte Binga zum Siedlungsgebiet der Tonga, die sehr zurückgezogen und isoliert leben. In ihren Gebieten gibt es keine Lodges oder Hotels. Hier muss ein Reisender sein Zelt und seinen Schlafsack selbst mitbringen und zum Schutz vor Wildtieren die Nacht hindurch ein Feuer brennen lassen. Dies Gebiet ist extrem dünn besiedelt.
Siabuwa hat eine Flugpiste und seit 2003 eine Grundschule. Zurzeit (2006) gibt es in diesem Gebiet weder Benzin oder Diesel noch irgendeine Art von Busservice. Wer hier unterwegs ist, sollte sich vorher in Sambia ausreichend eindecken. Die Straßen hier sind alles Feldwege. Das ist mitten im Busch, und die Bedingungen zurzeit sind so, dass selbst die Ziegen sterben.